# Кожасбай, Ерлан Садуакасович
Ерлан Садуакасович Кожасбай (19 января 1969, Сарканд) — казахский спортивный функционер.

## Биография
Родился в 1969 году в городе Сарканд. После окончания школы учился в профессионально-техническом училище. В период с 1987 по 1989 год проходил срочную службу в рядах Вооруженных сил СССР. Занимал пост президента Федерации вольной и греко-римской борьбы. Принимал участие в Олимпийских играх 2004 года в Афинах в качестве тренера сборной по вольной борьбе.

## Управленческая деятельность в спорте
В период с 2001 по 2005 г. занимал пост президента Федерации борьбы Республики Казахстан. С 2003 по 2006 г. — первый вице-президент Азиатской федерации борьбы. Почетный президент Федерации вольной и греко-римской борьбы Республики Казахстан. С 2014 года — вице-президент по работе с тренерским советом и судейским корпусом Федерации борьбы РК.
В 2012 году при содействии семьи Кожасбай на месте старой школы в городе Сарканд Алматинской области был построен спортивный комплекс площадью 4 гектара. Комплекс получил имя Садуакаса Кожасбаева и стал специализироваться на подготовке юных борцов, боксеров, волейболистов, футболистов и легкоатлетов.
В 2019 году Кожасбай Ерлан Садуакасович, в качестве председателя Организационного комитета, принял участие в проведении Чемпионата мира по греко-римской, вольной и женской борьбе в городе Нур-Султан. Мировое первенство в столице Казахстана стало первым квалификационным соревнованием к Олимпийским играм в японской столице – Токио-2020.
Президент Объединенного мира борьбы (UWW) Ненад Лалович высоко оценил уровень проводимого в Казахстане мирового первенства и заявил, что этот чемпионат стал лучшим за всю историю.